# Asteroconium
Asteroconium är ett släkte av svampar. Asteroconium ingår i divisionen sporsäcksvampar och riket svampar.